# マツダ・RX500
マツダ・RX500（マツダ・アールエックス500）は、マツダが製作したコンセプトカーである。

## 概要
1970年の東京モーターショーで発表された、ロータリーエンジン搭載のコンセプトスーパーカー。
レース用チューニングを施して250 PSを発揮する10A型ロータリーエンジンをミッドシップに搭載し、これに4速MTを組み合わせることで最高速度は250 km/hに達する。ただしアペックスシールは量産車と同じカーボンタイプである。ブレーキは前後4ポットのベンチレーテッドディスクを採用している。サイドドアはシザーズドアで、エンジンフードはガルウィング式となっている。デザインは後にユーノス・ロードスターの開発陣の1人となる、マツダデザイン初代本部長の福田成徳が担当した。
設計時の後部デザインは日産・EXAのように換装を前提としており、サバンナRX-7のようなハッチにスポイラーを装着した「ロードスポーツクーペ」、ルーバーとリアウィングを装着した「レーシングマシン」、コーダトロンカの「グランツーリスモ」の3種が検討され縮小クレイモデルが製作されたが、出展車両はグランツーリスモのみの製作に留まった。
尾灯は160 km/h以上になると緑色のランプが点灯し、アクセルを離すと黄色のランプが点灯するという速度表示灯のような役目を持っている。

## 変遷
当初はグリーンに塗装されておりヘッドライトも装着されていなかったが、モーターショー公開時にオレンジ色に再塗装された後、現在の銀色となった。こうした3色の展開からか3台製造されたという説があったが、デザインを担当した福田成徳によれば実際には1台だけの製造であったという。
発表後はアメリカ等で海外公開を行うため日本と海外の行き来を繰り返していたが、長らく所在不明となっていた。やがてマツダの完成車倉庫に保管されていることが判明したが、ホイールは4輪とも取り外され、各部が破損した状態であった。
その後、レストア後の所管が広島市となることが決まり、2008年に広島市交通科学館の手で走行可能な状態に修復された。2014年にはイギリスのグッドウッド・フェスティバル・オブ・スピードでも展示されている。元々はキャビン前方にバッテリーが搭載されていたが、現在はリア部エンジンスペース（右リアフェンダー上部）にブースターケーブルの接続コネクターが追加されている。